# Seeberg - Seewiesen
Seeberg - Seewiesen est une petite station de ski située près de Seewiesen dans le nord du Land de Styrie en Autriche.